# Kubanische Männer-Handballnationalmannschaft
Die kubanische Männer-Handballnationalmannschaft repräsentiert den Handballverband Kubas als Auswahlmannschaft auf internationaler Ebene bei Länderspielen im Handball gegen Mannschaften anderer nationaler Verbände.

## Geschichte
Die Federación Cubana de Balonmano ist seit 1974 Mitglied in der Internationalen Handballföderation (IHF) und seit 2019 in der Handballkonföderation Nordamerikas und der Karibik (NACHC).

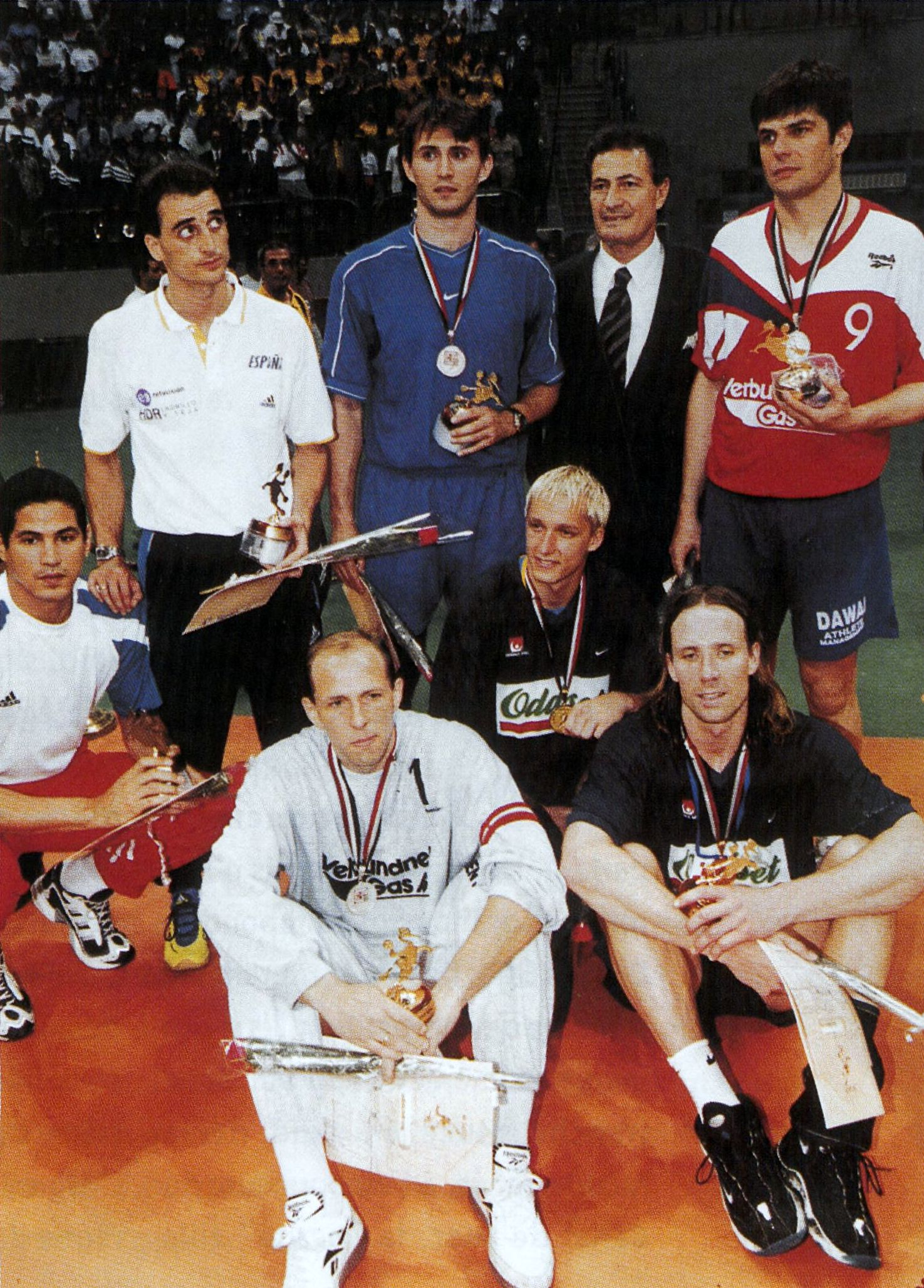
All-Star-Team der Weltmeisterschaft 1999: h.v.l. Guijosa, Jovanović, Moustafa (IHF-Präsident), Kudinow; v.v.l. Uríos, Lawrow, Petersson und Olsson.

Die kubanische Auswahl war in den 1980er- und 1990er-Jahren die stärkste Mannschaft in Nord- und Südamerika. In dieser Zeit gewann sie die ersten acht Austragungen der Panamerikameisterschaft sowie dreimal die Panamerikanischen Spiele. Sechsmal nahm Kuba an Weltmeisterschaften teil und zweimal an Olympischen Spielen, wobei sie zusätzlich dreimal auf eine Teilnahme verzichtete. Der größte Erfolg auf globaler Ebene war der achte Platz bei der Weltmeisterschaft 1999 in Ägypten, bei der Rolando Uríos Torschützenkönig und bester Kreisläufer wurde. Bereits bei den Weltmeisterschaften 1995 und 1997 konnte man das Achtelfinale erreichen. Nach dieser recht erfolgreichen Zeit verschwand das Team aus der Weltspitze, da mehrere in Europa spielende Nationalspieler dieser sogenannten „goldenen Generation“ die Staatsbürgerschaft ihres jeweiligen Vereinslandes annahmen und für die entsprechenden Nationalmannschaften antraten, darunter diejenigen Ungarns (Ivo Díaz, Carlos Pérez, Vladimir Rivero Hernández), Islands (Julián Duranona, Jaliesky García) und Spaniens (Uríos, Julio Fis). Danach konnte man sich erst im Jahr 2009 wieder für eine WM qualifizieren.
In der Folge wurden im Ausland aktive Spieler nicht mehr für die Nationalmannschaft nominiert und die Auswahl konnte an die Erfolge der Vergangenheit nicht mehr anknüpfen. Daraufhin nahmen weitere Spieler die Staatsbürgerschaft ihres Arbeitslandes an, so Daymaro Salina und Alfredo Quintana Bravo (Portugal) sowie Rafael Capote und Frankis Carol Marzo (Katar). Erst Ende der 2010er-Jahre wurde diese Praxis aufgehoben. Im Jahr 2018 gewann man die Nordamerikanische und karibische Handballmeisterschaft, im Jahr 2023 die vom Weltverband IHF ausgetragene Meisterschaft für Handballentwicklungsländer. Nach 16 Jahren konnte man sich 2025 erstmals wieder für eine Weltmeisterschaft qualifizieren, bei der man den letzten Platz von 32 Mannschaften belegte.

## Spieler

### Flucht
Einige Spieler des kubanischen Verbandes nutzten Auslandsaufenthalte zur Flucht aus dem sozialistisch regierten Staat. Im Jahr 2024 verließen wahrscheinlich sechs Spieler die Auswahl und das Land, so auch mit Omar Toledano ein in die All-Star-Auswahl der Nordamerikanischen und karibischen Meisterschaft 2024 gewählter Spieler. Bei der Vorbereitung auf die Weltmeisterschaft 2025 verließen im November 2024 weitere drei Spieler in Frankreich ihr Team.

## Internationale Großereignisse

### Olympische Spiele
- Olympische Spiele 1972: nicht qualifiziert
- Olympische Spiele 1976: nicht qualifiziert
- Olympische Spiele 1980: 11. Platz (von 12 Mannschaften)

Kader: Juan Prendes (6 Spiele/31 Tore), Sabino Medina (6/16), Roberto Zulueta (6/9), Roberto Casuso (6/21), Jesús Agramonte (6/33), José Nenínger (1/0), Moisés Casales (6/0), Ibrain Crombet McKenzie (6/4), Lázaro Jiménez (6/0), Juan Llanes (6/2), Pablo Pedroso (6/0), Juan Querol (6/17), Miguel Izquierdo (5/1). Trainer: Manuel Quiala.
- Olympische Spiele 1984: verzichtete trotz Qualifikation als Panamerikameister[4]
- Olympische Spiele 1988: nicht qualifiziert
- Olympische Spiele 1992: verzichtete trotz Qualifikation als Panamerikaspielesieger[4]
- Olympische Spiele 1996: verzichtete trotz Qualifikation als Panamerikaspielesieger[4]
- Olympische Spiele 2000: 11. Platz (von 12 Mannschaften)

Kader: Luis Alexis Silveira Corbo (6 Spiele/8 Tore), Freddy Suárez (2/11), Rolando Uríos (6/42), Amauris Cárdenas (6/13), Raúl Hardy (5/21), Félix Romero Conill (6/8), Diego Wong (4/0), Miguel Montes (6/8), Juan González (4/13), José Hernández (6/14), Damián Cuesta (6/0), Misael Iglesias (6/0), Odael Marcos (5/11), Yunier Noris (4/5). Trainer: José Ángel Cruz Morera.
- Olympische Spiele 2004: nicht qualifiziert
- Olympische Spiele 2008: nicht qualifiziert
- Olympische Spiele 2012: nicht qualifiziert
- Olympische Spiele 2016: nicht qualifiziert
- Olympische Spiele 2020: nicht qualifiziert
- Olympische Spiele 2024: nicht qualifiziert

### Weltmeisterschaften
- Weltmeisterschaft 1938: nicht teilgenommen
- Weltmeisterschaft 1954: nicht teilgenommen
- Weltmeisterschaft 1958: nicht teilgenommen
- Weltmeisterschaft 1961: nicht teilgenommen
- Weltmeisterschaft 1964: nicht teilgenommen
- Weltmeisterschaft 1967: nicht teilgenommen
- Weltmeisterschaft 1970: nicht teilgenommen
- Weltmeisterschaft 1974: nicht teilgenommen
- Weltmeisterschaft 1978: nicht teilgenommen
- Weltmeisterschaft 1982: 13. Platz (von 16 Mannschaften)
- Weltmeisterschaft 1986: 15. Platz (von 16 Mannschaften)
- Weltmeisterschaft 1990: 14. Platz (von 16 Mannschaften)

Kader: Vladimir Rivero Hernández, Andre Hurtado Marcel, Julián Duranona (Torschützenkönig), José Neninger, Daniel Robert Suárez, Jesús Agramonte, Osvaldo Povea Dominguez, Luis Delisle Sese, Emilio Sanchez Armand, Modesto Quintana Monroy, Rolando Uríos, Juan Cruz Guerra, Andrés Robles. Trainer: Manuel Quiala.
- Weltmeisterschaft 1993: nicht qualifiziert
- Weltmeisterschaft 1995: 13. Platz (von 24 Mannschaften)

Kader: Alberto Chambert Montalvo, José Rodney Savon, Luis Martinez Cuesta, Luis Alexis Silveira Corbo, Rolando Uríos, Ivo Díaz, Osvaldo Povea Dominguez, Raúl Hardy, Freddy Suárez, Daniel Robert Suárez, Iran Danger Aguirre, Felix Romero Conill, Carlos Pérez, Vladimir Rivero Hernández, José Camilo Martinez. Trainer: Pedro Olivares Acosta.
- Weltmeisterschaft 1997: 14. Platz (von 24 Mannschaften)

Kader (unvollständig): Carlos Pérez (48 Tore). Trainer: ?.
- Weltmeisterschaft 1999: 8. Platz (von 24 Mannschaften)

Kader: Alberto Chambert Montalvo, Vladimir Rivero Hernández, Misael Iglesias, Julio Fis, Amauris Cárdenas, Rolando Uríos (Torschützenkönig und All-Star), Ivo Díaz, Raúl Hardy, Luis Enrique Yant Sanchez, Freddy Suárez, Luis Alexis Silveira Corbo, Felix Romero Conill, Ivan González, José Rodney Savon, Odael Marcos. Trainer: José Cruz/Jorge Gerardo.
- Weltmeisterschaft 2001: nicht qualifiziert
- Weltmeisterschaft 2003: nicht qualifiziert
- Weltmeisterschaft 2005: nicht qualifiziert
- Weltmeisterschaft 2007: nicht qualifiziert
- Weltmeisterschaft 2009: 20. Platz (von 24 Mannschaften)

Kader: Alfredo Quintana Bravo (6 Spiele/0 Tore), Raifer Turiño Noa (9/28), Darián Rodríguez Chappottin (9/2), Edgar Martí Díaz (9/8), Randy Díaz de Armas (9/28), Denis Fernández Lescaylli (9/5), Yoel Cuni Morales (9/27), Yailan Hechavarria del Sol (9/19), Misael Iglesias (9/0), Frankis Carol Marzo (9/42), Jankelly Tomasen Carmona (9/14), Daymaro Salina (9/23), Noelvis Robles Reve (9/9), Yosdany Rios Ballard (9/6), Yusnier González Girón (3/0). Trainer: Carlos Carrete Galindo.
- Weltmeisterschaft 2011: nicht qualifiziert
- Weltmeisterschaft 2013: nicht qualifiziert
- Weltmeisterschaft 2015: nicht qualifiziert
- Weltmeisterschaft 2017: nicht qualifiziert
- Weltmeisterschaft 2019: nicht qualifiziert
- Weltmeisterschaft 2021: nicht qualifiziert
- Weltmeisterschaft 2023: nicht qualifiziert
- Weltmeisterschaft 2025: 32. Platz (von 32 Mannschaften)

#### B- und C-Weltmeisterschaften
Bei den B- und C-Weltmeisterschaften, die zwischen 1976 und 1992 zur Qualifikation für Weltmeisterschaften und Olympische Sommerspiele dienten, nahm Kuba zweimal teil, verpasste aber jeweils die Qualifikation als neuntplatzierte Mannschaft.

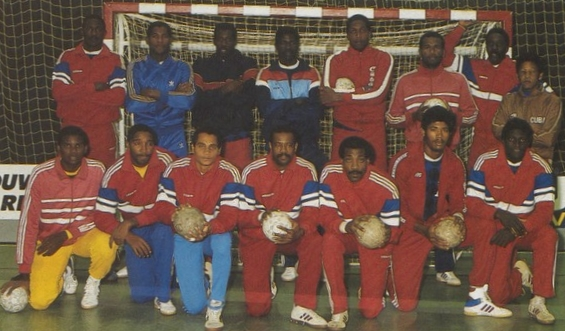
Die kubanische Auswahl vor der B-Weltmeisterschaft 1989.

- B-Weltmeisterschaft 1989: 9. Platz (von 16 Mannschaften)
- B-Weltmeisterschaft 1992: 9. Platz (von 16 Mannschaften)

### Panamerikameisterschaften
An der Handball-Panamerikameisterschaft der Männer nahm Kuba elfmal teil. Sie diente als Qualifikation zur Handball-Weltmeisterschaft der Männer. Die Panamerikameisterschaften wurden 2020 abgelöst von den Nordamerikanischen und karibischen Handballmeisterschaften und den Süd- und zentralamerikanischen Handballmeisterschaften. Mit acht Titeln ist die Auswahl Rekordhalter.
- Panamerikameisterschaft 1980: 1. Platz (von 6 Mannschaften)

Kader: unbekannt
- Panamerikameisterschaft 1981: 1. Platz (von 7 Mannschaften)

Kader: Moisés Casales, Roberto Casuso, José Neninger, Juan Llanes, Juan Querol, Osvaldo Povea Dominguez, Juan Prendes, Ramón Medina, Roberto Zulueta, Alberto Márquez, Ibrain Crombet McKenzie, René Pedroso, David Stevenson, Ricardo Miranda, Octavio Mantrana. Trainer: unbekannt.
- Panamerikameisterschaft 1983: 1. Platz (von 6 Mannschaften)

Kader (unvollständig): Moisés Casales, Roberto Casuso, José Neninger, Juan Querol, Juan Llanes,  Osvaldo Povea Dominguez, Jesús Agramonte, Juan Prendes, Ramón Medina, Roberto Zulueta, Alberto Márquez, Ibrain Crombet McKenzie, René Pedroso, David Stevenson, Ricardo Miranda, Octavio Mantrana. Trainer: unbekannt.
- Panamerikameisterschaft 1985: 1. Platz (von 6 Mannschaften)

Kader: Alberto Márquez, Luis Aguilar, Roberto Casuso, Jesús Terry, José Rodríguez, Juan Morales, Osvaldo Povea Dominguez, Modesto Quintana Monroy, Luis Martínez Cuesta, Daniel Roberto Suárez, Ibrain Crombet McKenzie, Julián Duranona, Juan Querol. Trainer: Manuel Quiala.
- Panamerikameisterschaft 1989: 1. Platz (von 6 Mannschaften)

Kader: Andres Hurtado, Reinaldo Cruz, Jesús Agramonte, Lucas Juan, Rolando Uríos, Juan Querol, Osvaldo Povea Dominguez, Modesto Quintana Monroy, Enrique Delisle Sese, Daniel Robert Suaréz, Arsenio Martínez, Julián Duranona, Marcos Aguirre, Vladimir Rivero Hernández, Emilio Sánchez Armand. Trainer: unbekannt.
- Panamerikameisterschaft 1994: 1. Platz (von 7 Mannschaften)

Kader (unvollständig): Vladimir Rivero Hernández, José Rodney Savon, Luis Alexis Silveira Corbo, Rolando Uríos, Osvaldo Povea Dominguez, Carlos Pérez, Freddy Suárez, Luis Martínez Cuesta, Felix Romero Conill, Andrés Robles, Rey Gutérrez. Trainer: Pedro Olivares Acosta.
- Panamerikameisterschaft 1996: 1. Platz (von 8 Mannschaften)

Kader: Alberto Chambert Montalvo, Vladimir Rivero Hernández, Julio Fis, Luis Martínez Cuesta, Rolando Uríos, Ivo Díaz, Osvaldo Povea Dominguez, Luis Enrique Yant Sanchez, Freddy Suárez, Felix Romero Conill, Carlos Pérez, Juan González. Trainer: Pedro Olivares Acosta.
- Panamerikameisterschaft 1998: 1. Platz (von 9 Mannschaften)

Kader: Alberto Chambert Montalvo, Leonel Palmer, Julio Fis, Yunier Noris, Luis Alexis Silveira Corbo, Rolando Uríos, Ivo Díaz, Diego Wong, Luis Enrique Yant Sanchez, Freddy Suárez, Odael Marcos, Misael Iglesias, Felix Romero Conill, Carlos Pérez, Vladimir Rivero Hernández, Juan González. Trainer: unbekannt.
- Panamerikameisterschaft 2000: 2. Platz (von 8 Mannschaften)

Kader: unbekannt.
- Panamerikameisterschaft 2002: nicht qualifiziert
- Panamerikameisterschaft 2004: nicht qualifiziert
- Panamerikameisterschaft 2006: nicht qualifiziert
- Panamerikameisterschaft 2008: 3. Platz (von 7 Mannschaften)

Kader: unbekannt.
- Panamerikameisterschaft 2010: 4. Platz (von 8 Mannschaften)

Kader: Alfredo Quintana Bravo, Raifer Turiño Noa, Edgar Martí Díaz, Randy Díaz, Denis Fernández Lescaylli, Yoel Cuni Morales, Leandro Cobas, Yailan Hechavarria del Sol, Frankis Carol Marzo, Eurelvis Valdéz, Noelvis Robles Reve, Yordanis Río, Yusnier González Girón. Trainer: unbekannt.
- Panamerikameisterschaft 2012: nicht qualifiziert
- Panamerikameisterschaft 2014: nicht qualifiziert
- Panamerikameisterschaft 2016: nicht qualifiziert
- Panamerikameisterschaft 2018: verzichtete trotz Qualifikation als Sieger der Nordamerikanischen und karibischen Handballmeisterschaft

### Nordamerikanische und karibische Handballmeisterschaft
Seit der Austragung 2020 ist jeweils die Siegermannschaft der Nordamerikanischen und karibischen Handballmeisterschaft der Männer für die Weltmeisterschaft im Folgejahr qualifiziert.
- Nordamerikanische und karibische Handballmeisterschaft der Männer 2014: 2. Platz (von 5 Mannschaften)
- Nordamerikanische und karibische Handballmeisterschaft der Männer 2016: nicht ausgetragen
- Nordamerikanische und karibische Handballmeisterschaft der Männer 2018: 1. Platz (von 6 Mannschaften)
- Nordamerikanische und karibische Handballmeisterschaft der Männer 2020: ausgefallen
- Nordamerikanische und karibische Handballmeisterschaft der Männer 2022: 3. Platz (von 4 Mannschaften)
- Nordamerikanische und karibische Handballmeisterschaft der Männer 2024: 1. Platz (von 6 Mannschaften)

### Panamerikanische Spiele
- Panamerikanische Spiele 1987: 2. Platz (von 5 Mannschaften)
- Panamerikanische Spiele 1991: 1. Platz (von 5 Mannschaften)

Kader: Andres Hurtado, José Rodney Savon, Pablo Figueredo, Luis Martínez Cuesta, Freddy Suárez, Rolando Uríos, Ivo Díaz, Osvaldo Povea Dominguez, Juan Cruz Guerra, Luis Delisle, Daniel Robert Suárez, Arsenio Martínez, Julián Duranona, Carlos Pérez, Aldo Karell, Vladimir Rivero Hernández. Trainer: unbekannt.
- Panamerikanische Spiele 1995: 1. Platz (von 6 Mannschaften)

Kader: Alberto Chambert Montalvo, José Rodney Savon, Julio Fis, Luis Martínez Cuesta, Luis Alexis Silveira Carbo, Rolando Uríos, Ivo Díaz, Osvaldo Povea Dominguez, Freddy Suárez, Daniel Roberto Suárez, Iran Danger Aguirre, Felix Romero Conill, Carlos Pérez, Vladimir Rivero Hernández, José Martínez. Trainer: unbekannt.
- Panamerikanische Spiele 1999: 1. Platz (von 7 Mannschaften)

Kader: Misael Iglesias, Vladimir Rivero Hernández, Carlos Pérez, Felix Romero Conill, José Rodney Savon, Juan González, Odael Marcos, Rolando Uríos, Amauris Cárdenas, Freddy Suárez, Ivo Díaz, Julio Fis, Luis Enrique Yant Sanchez. Trainer: unbekannt.
- Panamerikanische Spiele 2003: nicht qualifiziert
- Panamerikanische Spiele 2007: 3. Platz (von 8 Mannschaften)
- Panamerikanische Spiele 2011: nicht qualifiziert
- Panamerikanische Spiele 2015: 6. Platz (von 8 Mannschaften)

Kader: Alejandro Romero, Pedro Veitia, Omar Toledano, Daniel García, Ángel Rivero, Pavel Caballero, Yoan Balazquez, Reinier Taboada, Yanquiel Cruzata, Ángel Hernández Zulueta, Alain Vuzcay, Noelvis Robles Reve. Trainer: unbekannt.
- Panamerikanische Spiele 2019: 5. Platz (von 8 Mannschaften)
- Panamerikanische Spiele 2023: 6. Platz (von 8 Mannschaften)

### Karibischer Handballpokal
Am Karibischen Handballpokal bzw. der Karibischen Handballmeisterschaft nahm Kuba dreimal teil und wurde jeweils Zweiter. Das Turnier dient als Qualifikation für die Zentralamerika- und Karibikspiele.
- Karibischer Handballpokal der Männer 2013: 2. Platz (von 5 Mannschaften)
- Karibischer Handballpokal der Männer 2017: 2. Platz (von 6 Mannschaften)
- Karibischer Handballpokal der Männer 2022: 2. Platz (von 4 Mannschaften)

### Zentralamerika- und Karibikspiele
An den Handballturnieren der Zentralamerika- und Karibikspiele nahm Kuba bisher fünfmal teil. Sie dienten als Qualifikation für die Panamerikameisterschaft und die Panamerikanischen Spiele.
- Zentralamerika- und Karibikspiele 1993: 1. Platz (von 5 Mannschaften)
- Zentralamerika- und Karibikspiele 2002: nicht qualifiziert
- Zentralamerika- und Karibikspiele 2006: 2. Platz (von 7 Mannschaften)
- Zentralamerika- und Karibikspiele 2010: nicht qualifiziert
- Zentralamerika- und Karibikspiele 2014: 3. Platz (von 8 Mannschaften)
- Zentralamerika- und Karibikspiele 2018: 1. Platz (von 8 Mannschaften)
- Zentralamerika- und Karibikspiele 2023: 1. Platz (von 8 Mannschaften)

Kader: Mario Pérez, Jorge Pren, Daril Gonzalez, Ronaldo Almeida, Lidier Vergara, Edmanuel Diaz, Christopher Martinez, Mario Sainz, Frank Cordies, Magnol Suarez, Adonis Garcia, Omar Toledano, Daniel García, Hanser Rodriguez. Trainer: unbekannt.

## Weitere Turnierteilnahmen

### Wettkämpfe der Freundschaft
Unter der Bezeichnung Wettkämpfe der Freundschaft fanden im Jahr 1984 in Ländern des sozialistischen Lagers eine Reihe von internationalen Sportwettkämpfen als Gegenveranstaltung zu den Olympischen Sommerspielen 1984 in Los Angeles statt. Im Handballturnier unterlag Kuba in der Vorrunde der DDR (20:35), Polen (27:34) und Bulgarien (23:27). Im Spiel um Platz 7 verlor man gegen die Tschechoslowakei mit 20:32.

### IHF North American and Caribbean Emerging Nations Championship
Bei der vom Weltverband ausgerichteten IHF North American and Caribbean Emerging Nations Championship nahm Kuba bisher einmal teil. Sie dient als Qualifikation für die IHF Emerging Nations Championship.
- IHF North American and Caribbean Emerging Nations Championship 2019: 1. Platz (von 12 Mannschaften)

### IHF Emerging Nations Championship
Bei der vom Weltverband ausgerichteten IHF Emerging Nations Championship nahm Kuba bisher zweimal teil.
- IHF Emerging Nations Championship 2019: 2. Platz (von 12 Mannschaften)

Kader: Ronaldo Hiriam Almeida Duquezne (7 Spiele/7 Tore), Osvaldo Miguel Basulto Morejon (7/2), Frank Enrique Cordies Castillo (7/8), Alberto Fausto Caballero (7/4), Dariel García Rivera (7/26), Adonys Jesús García Abreu (7/27), Fredy Lafortan Lores (7/15), Adan Martínez Calzado (7/0), Claudio Luis Ramos Madrigal (6/12), Hanser Rodríguez (7/27), Magnol Suárez Fis (7/2), Reinier Taboada Dranguet (7/37), Omar Toledano Salazar (7/43), Eduardo Raynier Valiente Sarrias (7/17). Trainer: Luis Enrique Desisle Sese.
- IHF Emerging Nations Championship 2023: 1. Platz (von 12 Mannschaften)

Kader: Ronaldo Hiriam Almeida Duquezne (4 Spiele/20 Tore), Frank Enrique Cordies Castillo (4/10), Samuel Alejandro Cordies Castillo (4/9), Victor Manuel Dawking Sandoval (4/4), Edmanuel Díaz Gonzáles (4/0), Daril Lois Gonzáles Pedro (4/11), Luis Ángel Matos Hernández (4/1), Mario Alfredo Pérez Rodríguez (4/4), Jorge Felix Pren Torriente (4/9), Hanser Rodríguez (4/27), Cristopher Jesús Selles Martínez (4/9), Magnol Suárez Fis (4/0), Omar Toledano Salazar (4/9), Lidier Vergara Martínez (4/10). Trainer: Jover Jorge Hernández Miranda.